# Oggi (Francesco De Gregori)
Oggi è un album raccolta del 2013 di Francesco De Gregori; essa è stata pubblicata solo su iTunes.

## Tracce
1. Vai in Africa, Celestino!
2. Gambadilegno a Parigi
3. Tempo Reale
4. La testa nel Secchio
5. Il Panorama di Betlemme
6. Le Lacrime di Nemo – L'Esplosione – La Fine
7. Cardiologia
8. La Linea della Vita
9. In Onda
10. Per le Strade di Roma
11. Per Brevità Chiamato Artista
12. Finestre Rotte
13. Vola Vola
14. L'Angelo di Lyon
15. L'Infinito
16. Passato Remoto
17. La Casa
18. L'Imperfetto
19. Sento il fischio del vapore
20. La donna cannone  (live version da “Pubs & Clubs”)